# Zulu (film)

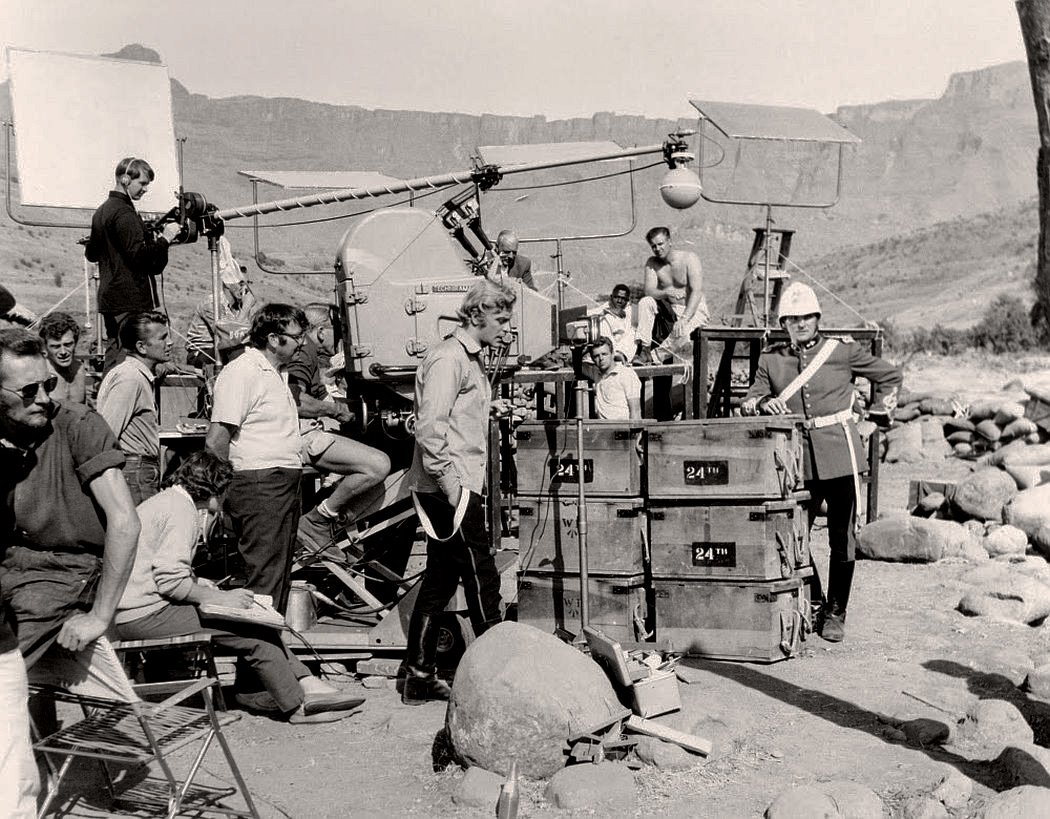
Michael Caine (i mitten) och produktionslaget under en paus i inspelningarna av filmen.

Zulu är en brittisk krigsfilm från 1964 i regi av Cy Endfield, med Stanley Baker och Michael Caine i huvudrollerna. Den handlar om slaget vid Rorke’s Drift, som ägde rum 22–23 januari 1879 under anglo-zulukriget, när 139 brittiska soldater lyckades försvara en missionsanläggning mot flera tusen zulukrigare. År 1979 utkom uppföljaren Striden i gryningen, som handlar om slaget vid Isandlwana.
1999 placerade British Film Institute filmen på 31:a plats på sin lista över de 100 bästa brittiska filmerna genom tiderna. 

## Medverkande
- Stanley Baker – löjtnant John Chard
- Michael Caine – löjtnant Gonville Bromhead
- Jack Hawkins – missionär Otto Witt
- Ulla Jacobsson – Margareta Witt
- Nigel Green – överfanjunkare Bourne
- James Booth – Hook
- Ivor Emmanuel – Owen
- Paul Daneman – fanjunkare Maxfield
- Glynn Edwards – Allen
- Neil McCarthy – Thomas
- David Kernan – Hitch
- Gary Bond – Cole
- Patrick Magee – stabsläkare Reynolds
- Kerry Jordan – kocken
- Hövdingen Buthelezi – zulukungen Cetshwayo